# عدوى الفيروس الغدي
لدى الفيروس الغدي 52 نمطًا مصليًّا مختلفًا؛ لذا يعد السبب في الإصابة بمتلازمات عديدة مختلفة، وغالبًا ما يصيب الجهاز التنفسي.

## الأعراض
تختلف الأعراض والأمراض الناتجة عن الإصابة بالفيروس الغدي تبعًا للنمط المصلي للفيروس وموضع الإصابة به، ومن أهم المتلازمات التي يصيبها الفيروس:

### الالتهاب الرئوي الحاد
ينتج الالتهاب الرئوي الحاد في الغالب عن الإصابة بالنمط المصلي (1-2-4-5-6)، ويشيع في فصلي الشتاء والربيع، وقد لا تسبب إصابة الفيروس الغدي للجهاز التنفسي أية أعراض على الإطلاق في حين يعد السبب في 10% من عدوى الجهاز التنفسي السفلي لدى الأطفال.
أما عن أعراض الالتهاب الرئوي الحاد الناتج عن الإصابة بالفيروس الغدي؛ فهي:
- ارتفاع درجة الحرارة.
- سيلان الأنف.
- سعال.
- التهاب الحلق، ويستمر لفترة تتراوح من ثلاثة إلى خمسة أيام، وينتج عن التهاب البلعوم أو اللوزتين أو الزائدة الأنفية.
- التهاب الأذن الوسطى المصاحب لالتهاب اللوزتين.

ولا يعد الالتهاب الرئوي المميت شائعًا في حالات الإصابة بالفيروس الغدي، لكنه أكثر احتمالية في الأطفال الرضع.

### التهاب القرنية والملتحمة الوبائي
يعد التهاب القرنية والملتحمة مرضًا معديًا للغاية بين أفراد الأسرة عن طريق اليدين واستخدام الأدوات المعدية، وفي أوساط العاملين في أحواض السفن واللحامون وعن طريق محاليل العين الملوثة وأيادي العاملين في المجال الصحي، ووجود إصابات بالقرنية يساعد على الإصابة بالعدوى.
تمتد فترة حضانة الميكروب إلى ثمانية أيام، يتبعها احمرار إحدى العينين ويتبعها ظهور احمرار في العين الأخرى، ويعاني من المريض من حساسية الضوء وإفراز الدموع والألم الذي يشير بدوره إلى وجود إصابة بالقرنية. يستمر الالتهاب لأسابيع، وقد يترك ندوبًا واعتلالًا بصريًا.

### حمى البلعوم والملتحمة
تصيب هذه المتلازمة الأطفال في سن المدرسة، وتتفشى في مجموعات صغيرة، لا سيما في المخيمات الصيفية عن طريق الماء الي لا يحتوي على نسبة كافية من الكلور كالبرك والبحيرات الصغيرة. تنتج الإصابة عن الأنماط المصلية (3-4-7)، وتنتشر عن طريق الجهاز التنفسي ولمس إفرازات عين المصاب خلال الطور الحاد للمرض.
ويعاني المصاب من الأعراض التالية:
- ارتفاع درجة الحرارة.
- التهاب بالحلق.
- زكام.
- احمرار العين الناتج عن التهاب الملتحمة، وقد يصيب العينين سويًا أو يظهر في إحداهما ثم تتبعها الأخرى.
- ألم بسيط وحكة بالعين ورمص.

تزول هذه الأعراض ذاتيًا في غضون خمسة أيام، وقد تُسبق بأعراض إصابة الجهاز التنفسي العلوي.

### التهاب المثانة النزفي الحاد
التهاب المثانة النزفي الحاد أو الالتهاب الكلوي يسببه النمطان المصليان 11 و21، وعادةً ما يصيب الأطفال من سن 5-15 عامًا، وقد يصيب البالغين مثبطي المناعة (لزراعة عضو أو إصابة بالإيدز وغيرها من الأسباب)، والذكور أكثر عرضة من الإناث، وأعراضه هي:
- عسر البول.
- كثرة التبول.
- البول الدموي: يختفي ذاتيًا بعد ثلاثة أيام.[4]

### النزلة المعوية
يعد الفيروس الغدي سببًا شائعًا للنزلة المعوية التي تصيب الأطفال في دور الحضانة، لكنه أقل شيوعًا من فيروس الروتا والفيروسات النجمية، وتنتج عن الإصابة بالأنماط المصلية 40 و41، وتسبب ارتفاع درجة الحرارة والإسهال المائي، وعادةً ما تزول الأعراض خلال أسبوع إلى أسبوعين.

### التهاب مجري البول مع عدوي الفيروس الغدي
يمكن أن تحدث التهابات في مجرى البول في الرجال.
أعراض الإصابة بالتهاب مجري البول في هذه الحالة تشبه التهاب مجري البول الناتج عن الأسباب الأخري ويمكن أن تشمل:
- الألم أثناء ممارسة الجنس أو التبول
- إفرازات غير عادية من القضيب
- التهاب المسالك البولية.

## الميزات الخاصة بالأنواع
«Ad14  قد تسبب فيما لا يقل عن 140 مرض في نيويورك، ولاية أوريغون، تكساس وواشنطن، وفقا لتقرير صادر عن مراكز السيطرة على الأمراض والوقاية منها. أصبحالمرض في عناوين الصحف في تكساس في أيلول / سبتمبر 2007 عندما ما يسمى» معسكر الإنفلونزا«مرضوا مئات في سان أنطونيو.متدرب يبلغ كم العكر 19 عام مات».
العديد من الفيروسات الغدية، بما في ذلك Ad5, Ad9, Ad31, Ad36, Ad37 ، SMAM1 ، تتضمن على الأقل بعض الأدلة على تسببها في  السمنة في الحيوانات. أُجريت التحقيقات الشاملة علي الفيروس 36(Adv36).

## التشخيص
يعتمد تشخيص الإصابة بالفيروس الغدي على الأعراض الظاهرة والعلامات الظاهرة على المريض، بالإضافة إلى بعض الاختبارات للكشف عن وجود الفيروس ومعرفة نوعه؛ كتفاعل البوليميراز المتسلسل والكشف عن المستضدات وعزل الفيروس وغيرها.

## العلاج
يتم علاج الأعراض عن طريق الإكثار من شرب السوائل والراحة واستخدام الأدوية المتاحة بدون وصف الطبيب لعلاج ارتفاع درجة الحرارة، ولا ينبغي تعاطي المضادات الحيوية لعلاج العدوى الفيروسية.

## الوقاية
بعد توقف مدته 12 عامًا وافقت إدارة الغذاء والدواء عام 2011 على لقاح فموي حي ضد الفيروس الغدي من النمطين أربعة وسبعة، وتوصي وزارة الدفاع الأمريكية بإعطائه للمجندين العسكريين عند بدء التدريب الأساسي باعتبارهم أكثر عرضة للأمراض، ولا يوجد لقاح متاح للعامة حتى الآن.
وفي العموم يمكن الوقاية من الإصابة بعدوى الفيروس الغدي عن طريق اتباع قواعد النظافة العامة والشخصية كغسل اليدين جيدًا بالماء والصابون وتغطية الفم أثناء العطس والسعال وعدم مشاركة أدوات الطعام والشراب مع الغير والتزام المنزل عند الإصابة.

## التطور المرضي
يمكن أن يتسبب الفيروس الغدي في التهاب رئوي في كل أو جزء من الرئة يتميز بزيادة الشفافية إشعاعيا، وهو ما يسمى متلازمة سيور-جيمس. الالتهاب الرئوي الشديد  أيضا قد يؤدي إلى التهاب القصيبات، وفي الالتهاب تحت الحاد يتم استبدال الهوائية الصغيرة  بندب، مما يؤدي إلى انخفاض في حجم الرئة ومرونتها.